# J. League Division 1 1999
La temporada de 1999 de la J. League fue el séptimo campeonato profesional de Japón celebrado en el país. Tuvo lugar desde el 6 de marzo hasta el 11 de diciembre de 1999, y supuso el estreno de la Segunda División en el torneo nipón.
El vencedor de ese año fue Júbilo Iwata.

## Ascensos y descensos
| Ascendidos de la Japan Football League 1998 |
| ------------------------------------------- |
| No hubo                                     |

| Pos  | Descendidos en la temporada 1998 |
| ---- | -------------------------------- |
| 14.º | Consadole Sapporo                |

| Pos | Desaparecidos en la temporada 1998 |
| --- | ---------------------------------- |
| 7.º | Yokohama Flügels                   |

- De esta manera, el número de participantes disminuyó a 16.

## Sistema del campeonato
El sistema contó con varios cambios reseñables. Tras la desaparición de Yokohama Flügels y el descenso de Consadole Sapporo la J. League 1 (J1) pasó a tener 16 equipos. Por otra parte la recién creada J. League 2 (J2) o segunda categoría contó con 10 clubes fundadores, procedentes todos de la JFL.
El criterio para pasar a ser profesionales se flexibilizó, y la Asociación de fútbol japonés priorizó que los equipos tuvieran un mayor peso y apoyo locales en lugar de aspirar a ser clubes con un apoyo nacional.

### Equipos de la J. League 1
| - Avispa Fukuoka - Bellmare Hiratsuka - Cerezo Osaka - JEF United Ichihara |  | - Gamba Osaka - Júbilo Iwata - Kashima Antlers - Kashiwa Reysol |  | - Kyoto Purple Sanga - Nagoya Grampus Eight - Sanfrecce Hiroshima - Shimizu S-Pulse |  | - Urawa Red Diamonds - Verdy Kawasaki - Vissel Kobe - Yokohama Marinos |

### Equipos de la J. League 2
| - Albirex Niigata - Consadole Sapporo - FC Tokyo - Kawasaki Frontale - Montedio Yamagata |  | - Oita Trinita - Omiya Ardija - Sagan Tosu - Vegalta Sendai - Ventforet Kofu |

El sistema de competición en la J1 es similar al de los Torneos Apertura y Clausura, mientras que en la J2 se disputó una liga única a cuatro rondas: dos a ida y dos a vuelta (36 partidos en total). El método de puntuaciones por victoria se modificó eliminando los penaltis, por lo que por primera vez se contemplaba el empate: 3 puntos en los 90 minutos, 2 en prórroga con gol de oro y 1 en caso de empate para los dos clubes.
Los dos peores de la J. League a lo largo de todas las dos rondas descendían, mientras que los dos primeros de la segunda categoría eran los que subían. Los nuevos clubes que pasaran a ser profesionales tenían que comenzar desde la J2. Para evitar confusiones entre los aficionados, la organización anunció que no volvería a modificar las reglas hasta dentro de tres años.

## J. League 1
Tras el fracaso de 1998 la J. League optó por un sistema de dos divisiones para equilibrar la competitividad entre clubes y hacer un sistema profesional viable en lo económico y deportivo, además de intentar garantizar un sistema estable de competición. El campeonato volvió a despertar el interés de los aficionados. Por un lado, debido a su sistema de dos rondas en la J1. Y por otro, gracias a la clasificación para la final de la selección sub-20 japonesa en el Mundial juvenil celebrado en Nigeria. Comenzó así a gestarse una base de aficionados en los diferentes clubes.
El campeonato estuvo dominado por los equipos de Shizuoka. Por un lado Júbilo Iwata, que venció en la primera ronda, y por el otro su rival Shimizu S-Pulse, que logró la victoria en la segunda. La final de campeonato fue una de las más disputadas en la historia de la J. League, ya que ambos clubes vencieron 2-1 a domicilio y tuvieron que llegar a los penaltis. Resultó finalmente vencedor Júbilo Iwata, que logró así su segundo título.
Dos equipos descendieron: Bellmare Hiratsuka, que terminó colista en las dos rondas en medio de una importante crisis económica, y Urawa Red Diamonds. Su lugar fue ocupado por Kawasaki Frontale y FC Tokyo. Para la temporada siguiente un nuevo club se sumaría a la J. League 2, el Mito HollyHock.

### Primera ronda
| Pos. | Equipo               | Pts. | PJ | G  | GPR | E | PPR | P  | GF | GC | Dif. | Clasificación        |
| ---- | -------------------- | ---- | -- | -- | --- | - | --- | -- | -- | -- | ---- | -------------------- |
| 1    | Júbilo Iwata (Q)     | 34   | 15 | 10 | 2   | 0 | 1   | 2  | 29 | 15 | +14  | Final del Campeonato |
| 2    | Verdy Kawasaki       | 32   | 15 | 9  | 2   | 1 | 0   | 3  | 20 | 15 | +5   |                      |
| 3    | Shimizu S-Pulse      | 30   | 15 | 9  | 1   | 1 | 0   | 4  | 28 | 23 | +5   |                      |
| 4    | Kashiwa Reysol       | 29   | 15 | 9  | 1   | 0 | 1   | 4  | 26 | 18 | +8   |                      |
| 5    | Cerezo Osaka         | 29   | 15 | 9  | 1   | 0 | 0   | 5  | 25 | 21 | +4   |                      |
| 6    | Sanfrecce Hiroshima  | 27   | 15 | 9  | 0   | 0 | 0   | 6  | 30 | 18 | +12  |                      |
| 7    | Yokohama F. Marinos  | 23   | 15 | 6  | 2   | 1 | 1   | 5  | 31 | 20 | +11  |                      |
| 8    | Nagoya Grampus Eight | 21   | 15 | 6  | 1   | 1 | 3   | 4  | 30 | 23 | +7   |                      |
| 9    | Kashima Antlers      | 18   | 15 | 5  | 1   | 1 | 2   | 6  | 23 | 19 | +4   |                      |
| 10   | Gamba Osaka          | 17   | 15 | 5  | 1   | 0 | 1   | 8  | 21 | 25 | −4   |                      |
| 11   | Avispa Fukuoka       | 16   | 15 | 4  | 2   | 0 | 1   | 8  | 23 | 30 | −7   |                      |
| 12   | Vissel Kobe          | 15   | 15 | 4  | 1   | 1 | 2   | 7  | 20 | 24 | −4   |                      |
| 13   | Urawa Red Diamonds   | 13   | 15 | 3  | 0   | 4 | 2   | 6  | 21 | 33 | −12  |                      |
| 14   | Kyoto Purple Sanga   | 12   | 15 | 4  | 0   | 0 | 2   | 9  | 18 | 28 | −10  |                      |
| 15   | JEF United Ichihara  | 12   | 15 | 2  | 2   | 2 | 1   | 8  | 19 | 34 | −15  |                      |
| 16   | Bellmare Hiratsuka   | 9    | 15 | 3  | 0   | 0 | 0   | 12 | 15 | 33 | −18  |                      |

 Fuente: J. League Data Site: 1999 J.LEAGUE Division 1 1st League table
Criterios de clasificación: 1) puntos; 2) diferencia de goles; 3) número de goles marcados; 4) resultados entre los equipos en cuestión.
Sistema de puntuación: Victoria = 3 puntos; Victoria en prórroga (GP) = 2 puntos; Empate (E) = 1 punto; Derrota = 0 puntos

### Segunda ronda
| Pos. | Equipo               | Pts. | PJ | G  | GPR | E | PPR | P  | GF | GC | Dif. | Clasificación        |
| ---- | -------------------- | ---- | -- | -- | --- | - | --- | -- | -- | -- | ---- | -------------------- |
| 1    | Shimizu S-Pulse (Q)  | 35   | 15 | 11 | 1   | 0 | 1   | 2  | 28 | 13 | +15  | Final del Campeonato |
| 2    | Nagoya Grampus Eight | 33   | 15 | 10 | 1   | 1 | 0   | 3  | 32 | 23 | +9   |                      |
| 3    | Yokohama F. Marinos  | 30   | 15 | 8  | 2   | 2 | 0   | 3  | 30 | 15 | +15  |                      |
| 4    | Kashiwa Reysol       | 29   | 15 | 8  | 2   | 1 | 0   | 4  | 23 | 18 | +5   |                      |
| 5    | Cerezo Osaka         | 24   | 15 | 6  | 3   | 0 | 1   | 5  | 39 | 24 | +15  |                      |
| 6    | Kashima Antlers      | 22   | 15 | 6  | 2   | 0 | 2   | 5  | 30 | 18 | +12  |                      |
| 7    | Vissel Kobe          | 22   | 15 | 5  | 2   | 3 | 0   | 5  | 18 | 21 | −3   |                      |
| 8    | Sanfrecce Hiroshima  | 21   | 15 | 6  | 1   | 1 | 2   | 5  | 24 | 25 | −1   |                      |
| 9    | Kyoto Purple Sanga   | 19   | 15 | 5  | 2   | 0 | 2   | 6  | 20 | 30 | −10  |                      |
| 10   | Verdy Kawasaki       | 17   | 15 | 4  | 2   | 1 | 2   | 6  | 23 | 28 | −5   |                      |
| 11   | JEF United Ichihara  | 16   | 15 | 4  | 2   | 0 | 3   | 6  | 22 | 22 | 0    |                      |
| 12   | Júbilo Iwata         | 15   | 15 | 4  | 1   | 1 | 2   | 7  | 23 | 27 | −4   |                      |
| 13   | Gamba Osaka          | 15   | 15 | 4  | 1   | 1 | 1   | 8  | 15 | 21 | −6   |                      |
| 14   | Urawa Red Diamonds   | 15   | 15 | 4  | 1   | 1 | 5   | 4  | 18 | 25 | −7   |                      |
| 15   | Avispa Fukuoka       | 12   | 15 | 3  | 1   | 1 | 0   | 10 | 18 | 29 | −11  |                      |
| 16   | Bellmare Hiratsuka   | 4    | 15 | 1  | 0   | 1 | 3   | 10 | 15 | 39 | −24  |                      |

 Fuente: J. League Data Site: 1999 J.LEAGUE Division 1 2nd League table
Criterios de clasificación: 1) puntos; 2) diferencia de goles; 3) número de goles marcados; 4) resultados entre los equipos en cuestión.
Sistema de puntuación: Victoria = 3 puntos; Victoria en prórroga (GP) = 2 puntos; Empate (E) = 1 punto; Derrota = 0 puntos

### Clasificación general
| Pos. | Equipo                   | Pts. | PJ | G  | GPR | E | PPR | P  | GF | GC | Dif. | Clasificación o descenso                        |
| ---- | ------------------------ | ---- | -- | -- | --- | - | --- | -- | -- | -- | ---- | ----------------------------------------------- |
| 1    | Júbilo Iwata (C, Q)      | 49   | 30 | 14 | 3   | 1 | 3   | 9  | 52 | 42 | +10  | Clasificado a la Copa de Clubes de Asia 2000-01 |
| 2    | Shimizu S-Pulse (Q)      | 65   | 30 | 20 | 2   | 1 | 1   | 6  | 56 | 36 | +20  | Clasificado a la Recopa de la AFC 2000-01       |
| 3    | Kashiwa Reysol           | 58   | 30 | 17 | 3   | 1 | 1   | 8  | 49 | 36 | +13  |                                                 |
| 4    | Nagoya Grampus Eight (Q) | 54   | 30 | 16 | 2   | 2 | 3   | 7  | 62 | 46 | +16  | Clasificado a la Recopa de la AFC 2000-01       |
| 5    | Yokohama F. Marinos      | 53   | 30 | 14 | 4   | 3 | 1   | 8  | 61 | 35 | +26  |                                                 |
| 6    | Cerezo Osaka             | 53   | 30 | 15 | 4   | 0 | 1   | 10 | 64 | 45 | +19  |                                                 |
| 7    | Verdy Kawasaki           | 49   | 30 | 13 | 4   | 2 | 2   | 9  | 43 | 43 | 0    |                                                 |
| 8    | Sanfrecce Hiroshima      | 48   | 30 | 15 | 1   | 1 | 2   | 11 | 54 | 43 | +11  |                                                 |
| 9    | Kashima Antlers          | 40   | 30 | 11 | 3   | 1 | 4   | 11 | 53 | 37 | +16  |                                                 |
| 10   | Vissel Kobe              | 37   | 30 | 9  | 3   | 4 | 2   | 12 | 38 | 45 | −7   |                                                 |
| 11   | Gamba Osaka              | 32   | 30 | 9  | 2   | 1 | 2   | 16 | 36 | 46 | −10  |                                                 |
| 12   | Kyoto Purple Sanga       | 31   | 30 | 9  | 2   | 0 | 4   | 15 | 38 | 58 | −20  |                                                 |
| 13   | JEF United Ichihara      | 28   | 30 | 6  | 4   | 2 | 4   | 14 | 41 | 56 | −15  |                                                 |
| 14   | Avispa Fukuoka           | 28   | 30 | 7  | 3   | 1 | 1   | 18 | 41 | 59 | −18  |                                                 |
| 15   | Urawa Red Diamonds (R)   | 28   | 30 | 7  | 1   | 5 | 7   | 10 | 39 | 58 | −19  | Descendido a J. League Division 2 2000          |
| 16   | Bellmare Hiratsuka (R)   | 13   | 30 | 4  | 0   | 1 | 3   | 22 | 30 | 72 | −42  | Descendido a J. League Division 2 2000          |

 Fuente: J. League Data Site: 1999 J.LEAGUE Division 1 Overall table for the season
Criterios de clasificación: 1) puntos; 2) diferencia de goles; 3) número de goles marcados; 4) resultados entre los equipos en cuestión.
Notas:
1. ↑  Shimizu S-Pulse se clasificó para la Recopa de la AFC 2000-01 como campeón vigente.

Sistema de puntuación: Victoria = 3 puntos; Victoria en prórroga (GP) = 2 puntos; Empate (E) = 1 punto; Derrota = 0 puntos

### Final del campeonato
| 4 de diciembre de 1999, 15:03 (UTC+9) | Júbilo Iwata     | 2:1 (1:1, 1:1) (t. s.) | Shimizu S-Pulse | Estadio Júbilo Iwata, Iwata                                |                                                            |
|                                       | Nakayama 30' 98' | Reporte                | Sawanobori 34'  | Asistencia: 17.337 espectadores Árbitro(s): Leslie Mottram | Asistencia: 17.337 espectadores Árbitro(s): Leslie Mottram |

| 11 de diciembre de 1999, 19:33 (UTC+9) | Shimizu S-Pulse                     | 2:1 (1:1, 1:1) (t. s.)(2:4 p.) | Júbilo Iwata                         | Estadio Nihondaira, Shizuoka                                |                                                             |
|                                        | Sawanobori 37' · Fabinho 99'        | Reporte                        | Hattori 34'                          | Asistencia: 20.309 espectadores Árbitro(s): Masayoshi Okada | Asistencia: 20.309 espectadores Árbitro(s): Masayoshi Okada |
|                                        |                                     | Tiros desde el punto penal     |                                      |                                                             |                                                             |
|                                        | Sawanobori · Santos · Itō · Fabinho |                                | Hattori · Fujita · Takahara · Suzuki |                                                             |                                                             |

|                                 |
|                                 |
| Campeón Júbilo Iwata 2.º título |

## J. League 2
El campeonato de segunda división contó con cuatro rondas (dos ida y dos vuelta) y diez equipos: nueve procedentes de la JFL y uno de la J. League, Consadole Sapporo. La segunda categoría contó con una buena categoría y asistencia a los campos. Ascendieron Kawasaki Frontale y FC Tokyo (antiguo Tokyo Gas). Al año siguiente la J2 aumentó a 11 equipos tras la inscripción de Mito HollyHock.

### Clasificación
| Puesto | Equipo            | Pts | J  | G  | G (Pro) | E | P  | GF | GC | DG   | Nota     |
| 1      | Kawasaki Frontale | 73  | 36 | 20 | 5       | 3 | 8  | 69 | 34 | 35   | Asciende |
| 2      | FC Tokyo          | 64  | 36 | 19 | 2       | 3 | 12 | 51 | 35 | 16   | Asciende |
| 3      | Oita Trinita      | 63  | 36 | 18 | 3       | 3 | 12 | 62 | 42 | 20   |          |
| 4      | Albirex Niigata   | 58  | 36 | 16 | 4       | 2 | 14 | 46 | 40 | 6    |          |
| 5      | Consadole Sapporo | 55  | 36 | 15 | 2       | 6 | 13 | 54 | 35 | 19   |          |
| 6      | Omiya Ardija      | 51  | 36 | 14 | 4       | 1 | 17 | 47 | 44 | 3    |          |
| 7      | Montedio Vegalta  | 48  | 36 | 14 | 1       | 4 | 17 | 47 | 53 | - 6  |          |
| 8      | Sagan Tosu        | 37  | 36 | 11 | 1       | 2 | 22 | 52 | 64 | - 12 |          |
| 9      | Vegalta Sendai    | 31  | 36 | 7  | 3       | 4 | 22 | 30 | 58 | - 18 |          |
| 10     | Ventforet Kofu    | 18  | 36 | 4  | 1       | 4 | 27 | 32 | 85 | - 53 |          |

Sistema de puntuación: Victoria = 3 puntos; Victoria en prórroga (G Pro) = 2 puntos; Empate (E) = 1 punto; Derrota = 0 puntos

## Premios

### Individuales
- Jugador más valioso del campeonato: Alessandro Santos (Shimizu S-Pulse)
- Máximo goleador: Hwang Sun-hong, 24 goles (Cerezo Osaka)
- Mejor debutante: Yuji Nakazawa (Verdy Kawasaki)
- Mejor entrenador: Steve Perryman (Shimizu S-Pulse)

### Mejor once inicial
| Posición | Futbolista         | Club                | País                           |
| -------- | ------------------ | ------------------- | ------------------------------ |
| GK       | Masanori Sanada    | Shimizu S-Pulse     | Bandera de Japón               |
| DF       | Yuji Nakazawa      | Verdy Kawasaki      | Bandera de Japón               |
| DF       | Toshihide Saito    | Shimizu S-Pulse     | Bandera de Japón               |
| DF       | Ryuzo Morioka      | Shimizu S-Pulse     | Bandera de Japón               |
| MF       | Shunsuke Nakamura  | Yokohama F. Marinos | Bandera de Japón               |
| MF       | Alessandro Santos  | Shimizu S-Pulse     | Bandera de Japón               |
| MF       | Teruyoshi Ito      | Shimizu S-Pulse     | Bandera de Japón               |
| MF       | Masaaki Sawanobori | Shimizu S-Pulse     | Bandera de Japón               |
| MF       | Takashi Fukunishi  | Júbilo Iwata        | Bandera de Japón               |
| FW       | Dragan Stojković   | Nagoya Grampus      | Bandera de Serbia y Montenegro |
| FW       | Hwang Sun-hong     | Cerezo Osaka        | Bandera de Corea del Sur       |